# Högdalens skatepark

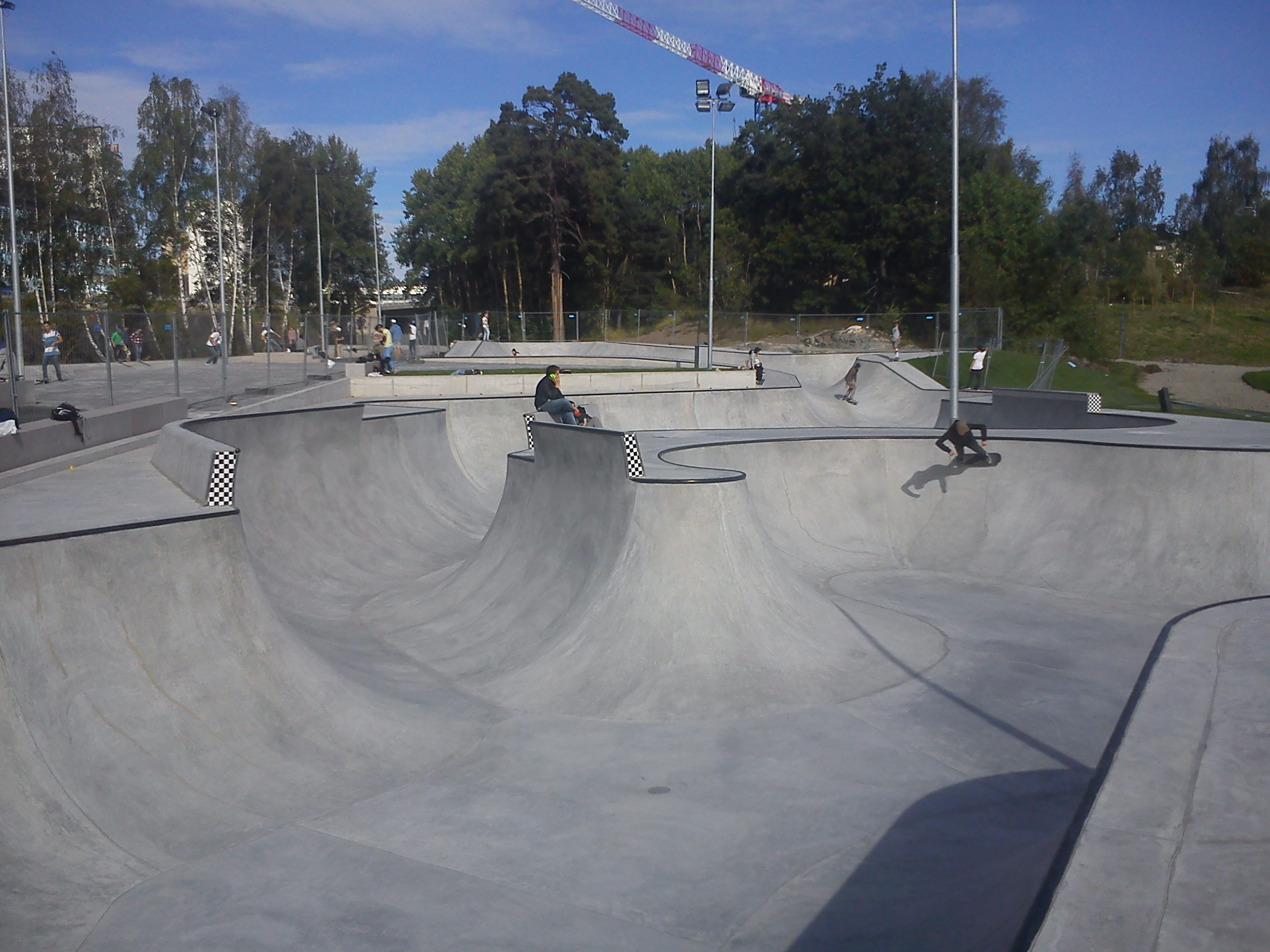
Högdalens skatepark

Högdalens skatepark (även kallad Highvalley Skateworld) är ett idrottsområde endast för skateboard. Den består av flera skateparker, en så kallad "skatevärld", som ligger i Högdalen i södra Stockholm. Anläggningen ligger ett stenkast nedanför Högdalen Centrum, vid Magelungsvägen.
Anläggningen är huvudsakligen byggd i betong och består av en freestyle-yta, kid-område, Mega Ditch och bowlride. Inräknat en skatebar gångväg som skär genom området är anläggningen idag ca 5 500 m² och därmed den största i Stockholm, nästan lika stor som Stapelbäddsparken i Malmö.
Initiativtagare till anläggningen är föreningen Stockholm Sub Surfers.

## Årliga evenemang
Flera större evenemang arrangeras årligen. Bowlstock arrangeras som en festival med skateboard, musik och annat som hör skateboardkulturen till. 
2016, 2017 och 2018 hölls här VM i banked slalom i den så kallade ditchen (Mega Ditch).
"The Gathering" som hölls 2013 besöktes av cirka 2 000 skateboardåkare.

Eventet "Highvalley Classic & Festival", en pipe och festlig downhill-tävling med live musik, som landsatte hela projektet med anläggningen, arrangerades redan 1999 och växte under 10 ggr till sista eventet 2009 med flera tusen besökare. 

## Historia

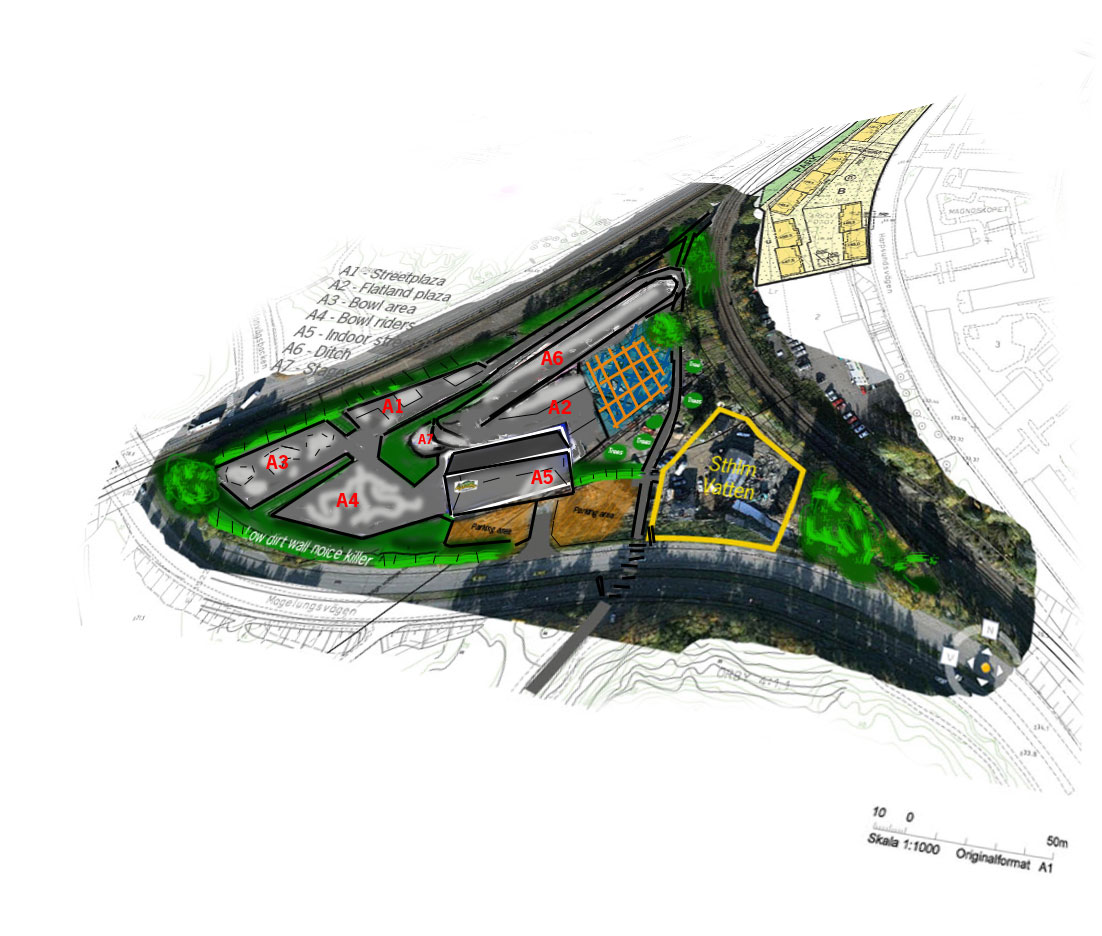
Illustrationsskiss av skateparken från 2009.

Etapp 1 av anläggningen byggdes under 2011–2012 av Peab och Artisan Skateparks, Mega Ditchen byggdes av Dipart entreprenad. Finansiär av etapp 1 var Stockholms kommun med cirka 30 miljoner kronor. 15 miljoner åtgick till själva skateparkerna och 15 miljoner gick till nödvändig infrastruktur runt och i anläggningen.

## Planer
Bygglov finns för de ännu ej färdigställda parkerna i anläggningen. Politiska beslut att slutföra bygget saknas.
Etapp 2 - streetpark, poolpark samt upprustning av Highvalley Longboardbacke. Ritat av Pillar Studios
Etapp 3 - Inomhushall i betong nedsänkt i marken med skatebart tak. Ritat av Vida Arkitekter och prospekterat av Aperto AB